# Lawrenciella
Lawrenciella è un genere estinto di pesci ossei appartenente agli attinotterigi (pesci dalle pinne raggiate), vissuto durante il Carbonifero superiore (Pennsylvaniano), circa 310 milioni di anni fa, nell’attuale territorio del Kansas e dell'Oklahoma, Stati Uniti d’America. L’unica specie attribuita al genere è Lawrenciella schaefferi.

## Descrizione
La specie Lawrenciella schaefferi è conosciuta esclusivamente da neurocrani e parasfenoidi associati, eccezionalmente conservati sotto forma di noduli fosfatici. Questi esemplari hanno consentito studi dettagliati sia della morfologia esterna sia di quella interna dell’endocranio, grazie all’uso di sezioni seriali e ricostruzioni tridimensionali.
La specie mostra una combinazione di tratti condivisi con altri attinotterigi basali, ma anche caratteristiche morfologiche peculiari. Tra queste si annoverano la presenza di fosse prespiracolari, la presenza di ossicini intracranici e la presenza di miodomi anteriori appaiati destinati a muscoli oculari accessori. Un'altra peculiarità rilevante è la presenza di un canale notocordale che si arresta anteriormente in modo cieco, caratteristica nota in precedenza solo in attinotterigi triassici più avanzati.

## Classificazione
I resti fossili di Lawrenciella vennero scoperti all'inizio del Novecento, ma vennero descritti solo nel 1984 da Poplin. I resti provengono da sedimenti del Pennsylvaniano superiore del gruppo Douglas, nella formazione Lawrence nella contea di Douglas nei pressi di Lawrence, in Kansas. La particolare modalità di fossilizzazione in noduli fosfatici ha permesso una conservazione tridimensionale rara per vertebrati di questa epoca geologica.
Un esemplare attribuito al genere Lawrenciella è stato descritto più recentemente e proviene dallo stato dell’Oklahoma. Questo esemplare, anch’esso conservatosi tridimensionalmente in un nodulo fosfatico, è stato analizzato mediante microtomografia a raggi X. Il neurocranio di questo esemplare mostra alcune differenze morfologiche rispetto al materiale originario di L. schaefferi, che potrebbero riflettere variabilità individuale. L’associazione tra il parasfenoide e una coppia di ossa intercalares è di particolare interesse. Queste ossa, che si estendono anteriormente a coprire la fessura otico-occipitale, non erano mai state documentate in precedenza nei cosiddetti “paleonisciformi” e potrebbero avere significato filogenetico.
Le caratteristiche anatomiche di Lawrenciella schaefferi, secondo alcune analisi cladistiche, indicano che questo taxon carbonifero rappresenta una forma relativamente avanzata di attinotterigio rispetto a generi più arcaici come Kentuckia, Mimipiscis o Moythomasia. Sebbene non siano noti esemplari scheletrici completi, l’elevato dettaglio morfologico del neurocranio consente di stabilire una posizione filogenetica più derivata all’interno della radiazione precoce degli attinotterigi paleozoici.